# آرامگاه محمد مسعود
آرامگاه محمد مسعود مربوط به دوره صفوی - دوره پهلوی اول است و در شهرستان اراک، بخش خنداب، شهر خنداب، میدان انقلاب واقع شده و این اثر در تاریخ ۱۸ اسفند ۱۳۸۷ با شمارهٔ ثبت ۲۵۰۱۶ به‌عنوان یکی از آثار ملی ایران به ثبت رسیده است.